# Selección de voleibol de Eslovaquia
La Selección de voleibol de Eslovaquia  es el equipo masculino de voleibol representativo de Eslovaquia en las competiciones internacionales organizadas por la Confederación Europea de Voleibol (CEV), la Federación Internacional de Voleibol (FIVB) o el Comité Olímpico Internacional (COI). La organización de la selección está a cargo de la Slovenská Volejbalová Federácia. 

## Historia
Igual que la selección de la República Checa la selección eslovaca nace en 2003 tras la disolución de Checoslovaquia y conseguentemente de su poderosa selección (dos veces campeona del mundo y tres de Europa, además de una plata y un bronce olímpico). 
En su historia no ha obtenido ni los éxitos de la selección checoslovaca ni la regularidad en las clasificaciones a las competiciones internacionales de la selección checa; nunca se ha clasificado para un  Campeonato Mundial y ha debutado en la  Liga Mundial tan sólo en 2014.
Su presencia en el  campeonato europeo ha sido más regular, obteniendo su mejor resultado en la edición de Austria y República Checa de 2011: tras ganar el Grupo D disputado en Praga, en el cual también estaban Alemania, Bulgaria y Polonia, es derrotada por la misma Polonia en cuartos por 0-3.
Ha ganado dos veces la  Liga Europea en 2008 derrotando a los Países Bajos por 3-1 y en 2011 vencendo a España por 3-2.

## Historial
| Juegos Olímpicos      |
| --------------------- |
| - Sin participaciones |

| Campeonato Mundial    |
| --------------------- |
| - Sin participaciones |

| \| - 1990: No existía[5] - 1991: No existía[5] - 1992: No existía[5] - 1993: No clasificada - 1994: No clasificada - 1995: No clasificada - 1996: No clasificada \| - 1997: No clasificada - 1998: No clasificada - 1999: No clasificada - 2000: No clasificada - 2001: No clasificada - 2002: No clasificada - 2003: No clasificada \| - 2004: No clasificada - 2005: No clasificada - 2006: No clasificada - 2007: No clasificada - 2008: No clasificada - 2009: No clasificada - 2010: No clasificada \| - 2011: No clasificada - 2012: No clasificada - 2013: No clasificada - 2014: 24º - 2015: 25° - 2016: 21° \| | | | |
| - 1990: No existía - 1991: No existía - 1992: No existía - 1993: No clasificada - 1994: No clasificada - 1995: No clasificada - 1996: No clasificada | - 1997: No clasificada - 1998: No clasificada - 1999: No clasificada - 2000: No clasificada - 2001: No clasificada - 2002: No clasificada - 2003: No clasificada | - 2004: No clasificada - 2005: No clasificada - 2006: No clasificada - 2007: No clasificada - 2008: No clasificada - 2009: No clasificada - 2010: No clasificada | - 2011: No clasificada - 2012: No clasificada - 2013: No clasificada - 2014: 24º - 2015: 25° - 2016: 21° |

| \| - 1948: No existía[5] - 1950: No existía[5] - 1951: No existía[5] - 1955: No existía[5] - 1958: No existía[5] - 1963: No existía[5] - 1967: No existía[5] - 1971: No existía[5] \| - 1975: No existía[5] - 1977: No existía[5] - 1979: No existía[5] - 1981: No existía[5] - 1983: No existía[5] - 1985: No existía[5] - 1987: No existía[5] - 1989: No existía[5] \| - 1991: No existía[5] - 1993: No clasificada - 1995: No clasificada - 1997: 8º - 1999: No clasificada - 2001: 11º - 2003: 12º - / 2005: No clasificada \| - 2007: 12º - 2009: 11º - / 2011: 5º - / 2013: 11º - / 2015: 14° \| | | |                                                                  |
| - 1948: No existía - 1950: No existía - 1951: No existía - 1955: No existía - 1958: No existía - 1963: No existía - 1967: No existía - 1971: No existía | - 1975: No existía - 1977: No existía - 1979: No existía - 1981: No existía - 1983: No existía - 1985: No existía - 1987: No existía - 1989: No existía | - 1991: No existía - 1993: No clasificada - 1995: No clasificada - 1997: 8º - 1999: No clasificada - 2001: 11º - 2003: 12º - / 2005: No clasificada | - 2007: 12º - 2009: 11º - / 2011: 5º - / 2013: 11º - / 2015: 14° |

| Copa Mundial          |
| --------------------- |
| - Sin participaciones |

### Otras competiciones
| Liga Europea |
| --- |
| - 2004: 8º - 2005: 6º - 2006: 7º - 2007: 3º - 2008: Campeón - 2009: 4º - 2010: 6º - 2011: Campeón - 2012: 4º - 2013: 7° - 2014: No participa - 2015: |